# مليكة بنت خارجة
مليكة بنت خارجة بن سنان بن أبي حارثة المرية، كانت تحت زبان بن سيار الفزاري فخلف عليها ابنه منظور بن زبان الفزاري الذي تزوجها وأنفذ له النبي سرية ولكنه هرب للبحرين بها حتى فرق بينهم عمر بن الخطاب في خلافته.

## نسبها
- هي مليكة بنت خارجة بن سنان بن أبي حارثة بن مرة بن سنينة بن غيط بن مرة بن سعد بن ذبيان بن بغيض بن ريث بن غطفان بن سعد بن قيس عيلان بن مضر بن نزار بن معد بن عدنان.

## حياتها
روى ابن جُرَيج، عن عكرمة؛ قال: فرّق الإسلام بين مليكة بنت خارجة بن سنان؛ وكانت تحت زبّان فخلف عليها ولده منظور، وذكرها أبو موسى في «الذيل»، قال ابن حجر العسقلاني: وذكر عمر بن شبة في «كتاب المَدِينَةِ» عن أبي غسان المدني؛ قال: دخلْتُ في المسجد النّبوي ـــ يعني لمّا زاد فيه عثمان دَارَ عبد الرحمن بن عوف، وهي التي يقال لها دار مليكة؛ لأن عبد الرحمن بن عوف أنزلها مليكة بنت خارجة بن سنان حين قدمت المدينة في خلافة أبي بكر الصديق وكانت تحت زبان بن سيار، فهلك عنها؛ فخلف عليها ابْنه منظور، فأقدمها أبو بكر المدينة ففرق بينهما؛ وقال: من يُنزِلُ هذه المرأة؟ فقال عبد الرّحمن بن عوف: أنا، فأنزلها في هذه الدَّار، فنسبت إليها.
وملكية هي أم خولة بنت منظور التي تزوجها محمد بن طلحة بن عبيد الله ثم مات عنها في معركة الجمل، ثم تزوجها بعد الحسن بن علي بن أبي طالب. وولدت له الحسن بن الحسن.